# كفار بلوم
كفار بلوم هي كيبوتس تقع في سهل الحولة على أراضي قرية الناعمة الفلسطينية المهجرة، الجليل الأعلى في شمال إسرائيل. تقع على بعد 6 كم جنوب شرق مدينة كريات شمونة.